# Vendresse-Beaulne

Vendresse-Beaulne este o comună în departamentul Aisne din nordul Franței. În 1 ianuarie 2022 avea o populație de 99 de locuitori.